# Brittiska mästerskapet 1904/1905
Brittiska mästerskapet 1904/1905 var den 22:a säsongen av Brittiska mästerskapet i fotboll. 

## Tabell
| Nr | Lag       | S | V | O | F | GM | IM | MS | P |
| -- | --------- | - | - | - | - | -- | -- | -- | - |
| 1  | England   | 3 | 2 | 1 | 0 | 5  | 2  | +3 | 5 |
| 2  | Wales     | 3 | 1 | 1 | 1 | 6  | 6  | 0  | 3 |
| 3  | Skottland | 3 | 1 | 0 | 2 | 5  | 4  | +1 | 2 |
| 3  | Irland    | 3 | 0 | 2 | 1 | 3  | 7  | −4 | 2 |

## Matcher
|  | 25 februari 1905 | England       | 1 – 1 | Irland    | Ayresome Park |               |
|  |                  | Steve Bloomer |       | 0′ (sjm.) | Middlesbrough | Middlesbrough |
|  |                  |               |       |           | Middlesbrough | Middlesbrough |
|  |                  |               |       |           | Middlesbrough | Middlesbrough |

|  | 6 mars 1905 | Wales                                                      | 3 – 1   | Skottland          | Racecourse Ground                                                |                                                                  |
|  |             | Walter Watkins 30′ Grenville Morris 47′ Billy Meredith 50′ | (1 – 0) | 86′ John Robertson | Wrexham Publik: 6 000 Domare: Frederick Thomas Kirkham (England) | Wrexham Publik: 6 000 Domare: Frederick Thomas Kirkham (England) |
|  |             |                                                            |         |                    | Wrexham Publik: 6 000 Domare: Frederick Thomas Kirkham (England) | Wrexham Publik: 6 000 Domare: Frederick Thomas Kirkham (England) |
|  |             |                                                            |         |                    | Wrexham Publik: 6 000 Domare: Frederick Thomas Kirkham (England) | Wrexham Publik: 6 000 Domare: Frederick Thomas Kirkham (England) |

|  | 18 mars 1905 | Skottland                                                              | 4 – 0   | Irland | Celtic Park                                                       |                                                                   |
|  |              | Charlie Tomson 14′ (str.), 61′ (str.) Bobby Walker 35′ Jimmy Quinn 50′ | (2 – 0) |        | Glasgow Publik: 35 000 Domare: Frederick Thomas Kirkham (England) | Glasgow Publik: 35 000 Domare: Frederick Thomas Kirkham (England) |
|  |              |                                                                        |         |        | Glasgow Publik: 35 000 Domare: Frederick Thomas Kirkham (England) | Glasgow Publik: 35 000 Domare: Frederick Thomas Kirkham (England) |
|  |              |                                                                        |         |        | Glasgow Publik: 35 000 Domare: Frederick Thomas Kirkham (England) | Glasgow Publik: 35 000 Domare: Frederick Thomas Kirkham (England) |

|  | 27 mars 1905 | England                           | 3 – 1 | Wales           | Anfield   |           |
|  |              | Vivian Woodward ×2 Stanley Harris |       | Grenville Moris | Liverpool | Liverpool |
|  |              |                                   |       |                 | Liverpool | Liverpool |
|  |              |                                   |       |                 | Liverpool | Liverpool |

|  | 1 april 1905 | England      | 1 – 0   | Skottland | The Crystal Palace                                      |                                                         |
|  |              | Joe Bach 80′ | (0 – 0) |           | London Publik: 32 000 Domare: William Nunnerley (Wales) | London Publik: 32 000 Domare: William Nunnerley (Wales) |
|  |              |              |         |           | London Publik: 32 000 Domare: William Nunnerley (Wales) | London Publik: 32 000 Domare: William Nunnerley (Wales) |
|  |              |              |         |           | London Publik: 32 000 Domare: William Nunnerley (Wales) | London Publik: 32 000 Domare: William Nunnerley (Wales) |

|  | 8 april 1905 | Irland                      | 2 – 2 | Wales                         | Solitude |         |
|  |              | Charlie O'Hagan John Murphy |       | Walter Watkins Bobby Atherton | Belfast  | Belfast |
|  |              |                             |       |                               | Belfast  | Belfast |
|  |              |                             |       |                               | Belfast  | Belfast |